# 2-氯苯甲酸
2-氯苯甲酸是一种有机化合物，化学式为ClC6H4COOH，是一种白色固体。它是三种氯苯甲酸同分异构体中酸性最强的。它可用作药物、染料、食品添加剂的前体。

## 合成与性质
2-氯苯甲酸可通过2-氯甲苯的氧化反应来制备，实验室所用的氧化剂为高锰酸钾。它也可以通过α,α,α-三氯-2-甲苯的水解产生。
它可以和氨迅速发生取代反应，生成2-氨基苯甲酸。它在升高温度时发生脱羧反应。